# Госалбес, Пабло
Па́бло Госа́лбес Хилаберт (исп. Pablo Gozálbez Gilabert; 30 апреля 2001, Канет-де-Беренгер, Испания) — испанский футболист, полузащитник клуба «Валенсия Месталья».

## Клубная карьера
12 августа 2023 года Госалбес дебютировал за основную команду «Валенсии» в матче чемпионата Испании против «Севильи».